# Campolongo Tapogliano
Pour les localités ayant un nom similaire, voir Campolongo.
Campolongo Tapogliano (Cjamplunc Tapoian en frioulan) est une commune italienne d'environ 1 200 habitants située dans la province d'Udine, dans la région du Frioul-Vénétie Julienne, dans le Nord-Est de l'Italie.
Campolongo Tapogliano est née de la fusion des deux communes voisines de Campolongo al Torre et Tapogliano, prévue par la loi régionale du Frioul-Vénétie Julienne n° 18 du 27 juillet 2007 et approuvée par 85,47 % des habitants des deux anciennes communes lors du référendum du 25 novembre 2007. La nouvelle commune existe depuis le 1er janvier 2009.

## Administration
| Période                                  | Période | Identité | Étiquette | Qualité |
| ---------------------------------------- | ------- | -------- | --------- | ------- |
|                                          |         |          |           |         |
| Les données manquantes sont à compléter. |         |          |           |         |

### Hameaux
Campolongo al Torre, Cavenzano, San Leonardo, Tapogliano

### Communes limitrophes
Aiello del Friuli, Romans d'Isonzo (GO), Ruda, San Vito al Torre, Villesse (GO)

## Personnalités liées à Campolongo Tapogliano
- Guido Brunner (1893-1916), volontaire irrédentiste.
- Onorio Fasiolo (Campolongo al Torre, 1885 – Gorizia, 1948), universitaire, archéologue spécialiste de l'art chrétien.
- Giulio Justolin, (Cavenzano 1866-1930), peintre et homme politique, maire de Terzo di Aquileia dans les années qui suivirent la Première Guerre mondiale.
- Giuseppe Marcotti (Campolongo al Torre, 1850 – Udine, 1922), peintre.
- Cesare Michieli (it) (Campolongo al Torre, 1838 – Cervignano del Friuli, 1889), patriote garibaldien.
- Giuseppe Parmeggiani, (Cervignano del Friuli, 1871 – Campolongo al Torre, 1949), historien.
- Antonio Zecchini, (Visco 1864 – Riga 1935), jésuite, nonce apostolique en Lettonie (en).

## Jumelages
- Montgiscard (France)